# Henry Temple, 3.º Visconde Palmerston
Henry John Temple, 3º Visconde Palmerston (Londres, 20 de outubro de 1784 — Hatfield, 18 de outubro de 1865), também chamado Lorde Palmerston, foi um estadista britânico, que serviu duas vezes como Primeiro-ministro do Reino Unido em meados do século XIX. Palmerston dominou a política externa britânica durante o período de 1830 a 1865, no auge do poder imperial da nação. Ele serviu o país em cargos públicos praticamente de forma ininterrupta de 1807 até sua morte em 1865. De fato, Palmerston começou sua carreira parlamentar no partido Tory, antes de se mudar para os Whig em 1830 e depois se tornou o primeiro líder do seu país do Partido Liberal, em 1859. Durante boa parte do seu governo, ele desfrutou de boa popularidade com o povo britânico. O biógrafo David Brown argumentou que "uma parte importante do apelo de Palmerston estava em seu dinamismo e vigor."
Henry Temple sucedeu seu pai, no Pariato da Irlanda (que não deu a ele um assento na Câmara dos Lordes, tornando ele elegível para a Câmara dos Comuns) como 3º Visconde Palmerston em 1802. Ele se tornou um parlamentar pelo partido Tory em 1807. De 1809 a 1828 ele foi Secretário de Guerra, organizando as finanças do exército. Quando George Canning se tornou primeiro-ministro em 1827, o cargo de Palmerston foi elevado a posição de gabinete, mas ele renunciou um ano mais tarde. De forma intermitente, de 1830 a 1834, de 1835 a 1841 e de 1846 a 1851, ele serviu como Secretário de Relações Exteriores. Nesse cargo, Palmerston respondeu a várias crises e situações pela Europa.
Em 1852, George Hamilton-Gordon, Conde de Aberdeen, se tornou primeiro-ministro ao formar um governo de coalizão. Um grupo de dissidentes dentro do governo exigiu que Lorde John Russell fosse nomeado Secretário do Exterior, forçando Palmerston a tomar o cargo de Secretário para Assuntos Internos. Nesta posição, Palmerston aprovou várias reformas sociais, embora ele se opusesse à reformas eleitorais. Quando a coalizão de governo de Aberdeen ruiu em 1855 a respeito da situação na Guerra da Crimeia, Palmerston era o único que podia conseguir apoio no Parlamento para formar um governo e então se tornou primeiro-ministro. Ele ficou neste cargo por dois períodos, de 1855 a 1858 e 1859 a 1865, até sua morte aos 80 anos, alguns meses após a vitória na eleição daquele ano que aumento sua maioria no Parlamento. Até os dias atuais, ele é o único primeiro-ministro britânico a morrer ainda no cargo.
Palmerston controlava a opinião pública ao estimular ideias do nacionalismo britânico. Embora a Rainha Vitória e a maioria da liderança política não confiava nele, Palmerston era apoiado pela imprensa e pela população em geral, que costumavam chamar ele de "Pam". Sua alegada fraqueza incluía sua inabilidade de lidar com assuntos pessoais e suas desavenças com a rainha sobre o dever da Coroa em política externa.
Historiadores colocam Palmerston como um dos melhores Secretários do Exterior devido a forma como ele lidou com várias crises, seu comprometimento com o equilíbrio de poder na Europa e no Mundo (que forneceu à Grã-Bretanha uma agência decisiva em muitos conflitos), suas habilidades analíticas e seu comprometimento em defender os interesses do Reino Unido. Suas políticas em relação à Índia, China, Itália, Bélgica e Espanha tiveram consequências benéficas extensas e duradouras para a Grã-Bretanha. As consequências de suas políticas para a França, o Império Otomano e os Estados Unidos foram mais efêmeras, especialmente com este último, já que Palmerston considerou intervir na Guerra Civil Americana, mas não o fez, preferindo focar em assuntos europeus e não se associar com a escravidão.